# أومي ساتو
أومي ساتو (باليابانية: 佐藤 大実) (22 ديسمبر 1975 في إيواته في اليابان – )؛ هو لاعب كرة قدم ياباني سابق كان يلعب كمهاجم.

## وصلات خارجية
- أومي ساتو على موقع رابطة كرة القدم اليابانية للمحترفين (اليابانية)